# Alwal

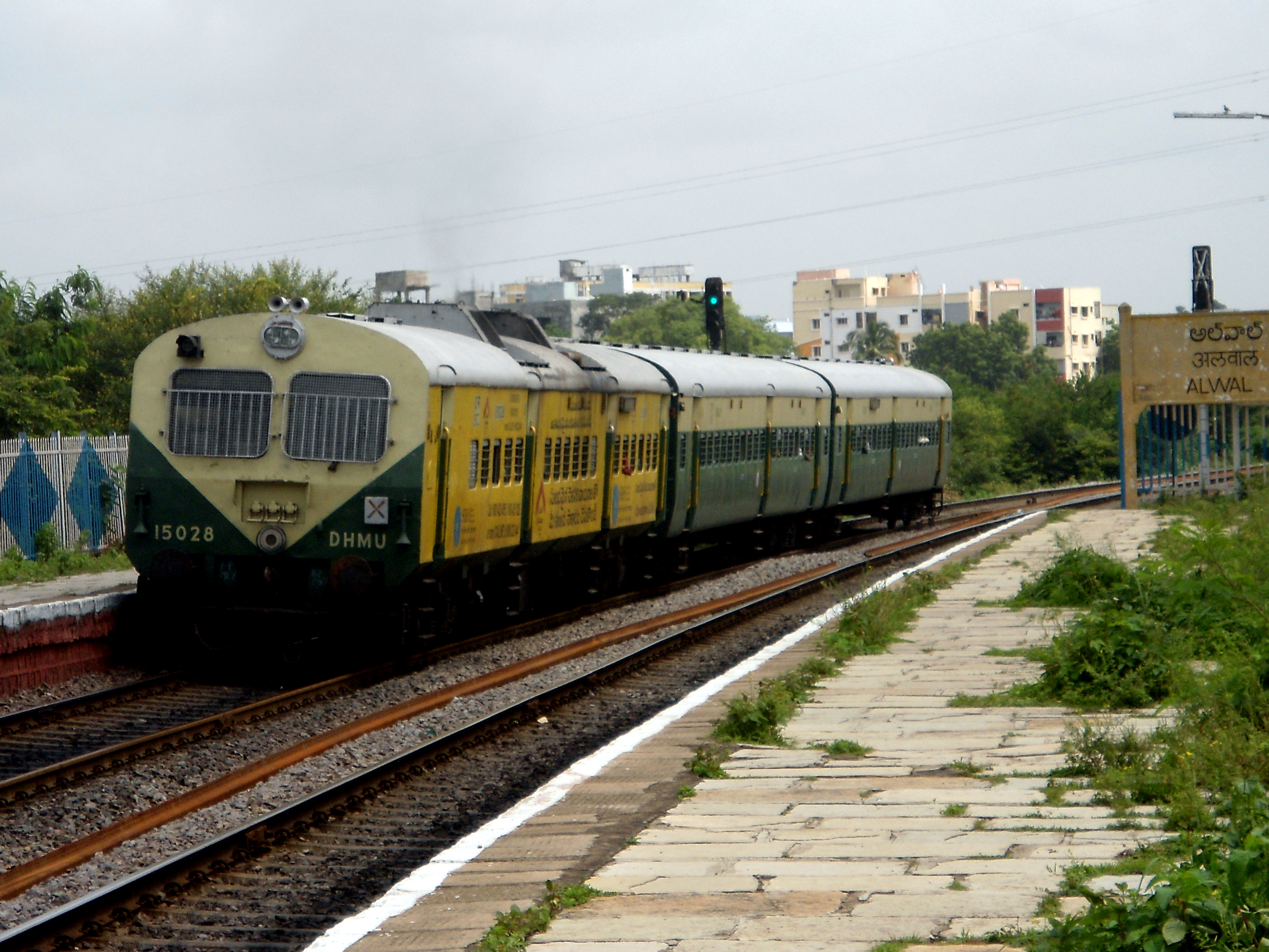

Alwal é uma vila a norte de Hyderabad. Tem uma população de 106.424 habitantes (censo de 2001) e faz parte do aglomerado populacional de Hyderabad.
Alwal é famosa pelo histório Templo Venkateshwara próximo ao Paço Municipal de Alwal. Há vários outros templos na vizinhança, perto do quartel incluindo um edifício no estilo do Templo de Lótus em Delhi.
Alwal também é lugar de algumas das famosas escolas em Secunderabad como a Academia Loyola, K.V.Bollarum e Raja Praja High School.
Esta área está aos poucos se tornando urbanizada e a um novo "boom" em projetos de habitações, como habitantes de Hyderabad central estão migrando para Alwal para escapar de congestionamentos e poluição sonora. A área próxima do quartel (militar) oferece grandes áreas verdes que provêem ar fresco para as pessoas que caminham pela manhã.
Há quatro cinemas, recentemente o Cinema Nartaki foi renovado por membros da família e os teatros oferecem uma experiência áudio-visual esplêndida, fornecendo mais uma atividade de recreação.
Alwal está a 8 km da Estação Ferroviária de Secunderabad e apenas a 12 km do antigo aeroporto Hyderabad em Begumpet Begumpet Airport e aproximadamente 40 km do Novo Aeroporto Internacional em Sahmshabad Rajiv Gandhi International Airport.
Ainda existem vários clubes de recreação famosos como The Celebrity Club, 'Alankritha ', 'The Orange Bowl', Dhola-Ri-Dhani, Runway-9 localizados bem próximos.
O povo de Alwal celebra todos os festivais com grande qualidade e a comunidade é rica em recursos e facilidades, como malha rodoviária, ferroviária, lojas etc.